# 佐藤太三夫
佐藤 太三夫（さとう たみお、1970年3月17日 - ）は、日本の俳優。東京都出身。宝井プロジェクト所属。

## 人物
身長170cm。体重64kg。血液型はO型。
特技は乗馬、テニス、卓球、殺陣、弓道五段。
師は林邦四朗。

## 出演

### 映画
- 天河伝説殺人事件（1991年）
- ゴジラシリーズ
  - ゴジラvsモスラ（1992年）
  - ゴジラvsデストロイア（1995年） - 警官 役[2]
- 八つ墓村（1996年） - 落武者 役
- 雨あがる（2000年） - 武士 役
- 君にありがとう（2002年） - 協力
- ワイルド・フラワーズ（2004年）
- 劇場版 仮面ライダーエグゼイド トゥルー・エンディング（2017年） - 麻酔科医 役

### テレビドラマ
NHK
- 照柿（1995年）
- 大河ドラマ
  - 秀吉（1996年）
  - 天地人（2009年）
- 喪服のランデヴー（2000年）

日本テレビ
- 刑事貴族2（1991年）
- 名無しの探偵（1993年）
- 禁じられた遊び（1995年）
- 君といた未来のために 〜I'll be back〜（1999年）
- ナースマンスペシャル（2004年）
- 華麗なるスパイ（2009年）

TBS
- 夏・体験物語（1985年）※デビュー作[4]
- 柳生十兵衛（1990年）
- 家栽の人（1993年）
- 電光超人グリッドマン（1993年）
- 僕が彼女に、借金をした理由。（1994年）
- ジューン・ブライド（1995年）
- 人生は上々だ（1995年）
- 協奏曲（1996年）
- 探偵 左文字進（1999年）
- 月曜ドラマスペシャル
  - 「流れ星お銀!事件解決いたします」（2001年）
- ウルトラマンコスモス（2002年） - 研究員 役
- ブラックジャックによろしく（2003年） - 小峰 役
- クロコーチ（2013年）

フジテレビ
- 戦艦大和（1990年）
- 美味しんぼ2 超豪華珍品料理（1995年）
- NIGHT HEAD（1992年）
- こんな恋のはなし（1997年）
- 神様、もう少しだけ（1998年）
- 走れ公務員!（1998年）
- 救命病棟24時（2001年） - 綾瀬卓郎 役
- アットホーム・ダッド（2004年）
- 実録! 離婚必勝ドラマ 離婚カウンセラー轟木祥子2（2005年）
- 金田一耕助シリーズ・悪魔が来りて笛を吹く（2007年）
- 泣かないと決めた日（2010年）
- シバトラ〜さらば、童顔刑事スペシャル〜（2010年）

テレビ朝日
- 牟田刑事官事件ファイル（1987年）
- 法医学教室の事件ファイル（1992年） - 江尻謙司 役
- はぐれ刑事純情派（1994年）
- しようよ♡（1996年）
- 仮面ライダークウガ（2000年） - カラオケ店員 役
- YASHA-夜叉-（2000年）
- ホテリアー（2007年）
- 快盗戦隊ルパンレンジャーVS警察戦隊パトレンジャー（2018年） - 通行人 役
- 今日からヒットマン（2023年）

テレビ東京
- 女と愛とミステリー
  - 「朱夏 妻が消えた日」（2003年）
- ウルトラQ dark fantasy（2004年） - タクシー運転手 役

関西テレビ
- ショカツ（2000年）

WOWOW
- ドラマW
  - CO 移植コーディネーター（2011年）
  - パンドラ〜永遠の命〜（2014年）

### テレビ番組
- いつみても波瀾万丈 KABA.ちゃん編（2005年）

### 舞台
- 天守物語（1996年）
- 宮本武蔵（2000年）
- 道頓堀物語（2002年）
- 虹の橋（2004年）
- 剣客商売（2006年）
- 風林火山（2008年）
- 大川わたり（2009年）
- エドの舞踏会
- お江戸でござる
- 和宮様御留守
- 風の盆ながれ唄
- 孤狸孤狸ばなし
- 佃の渡し
- にごりえ
- 深川の鈴
- ふりだした雪
- ふるあめりかに袖はぬらさじ
- もとの黙阿弥